# کاراکارای گلوسرخ
کاراکارای گلوسرخ (نام علمی: Ibycter americanus) یک گونه اجتماعی از پرندگان شکاری از خانواده شاهینان است که در سردهٔ تک‌نماد Ibycter جای می‌گیرد یا گاهی در سردهٔ Daptrius با کاراکارای سیاه ترکیب می‌شود. در میان کاراکاراها منحصر به فرد است و عمدتاً از لارو زنبورها و زنبورها تغذیه می‌کند، اما حشرات بالغ و میوه‌ها و توت‌ها را نیز می‌گیرد.
از جنوب مکزیک تا ونزوئلا در بیشتر آمریکای مرکزی و جنوبی یافت می‌شود. زیستگاه طبیعی آن جنگل‌های دشت نمناک نیمهگرمسیری یا گرمسیری و جنگل‌های کوهستانی نمناک نیمه‌گرمسیری یا گرمسیری است.